# (4833) Meges
(4833) Meges (1989 AL2) – planetoida z grupy trojańczyków okrążająca Słońce w ciągu 12 lat i 22 dni w średniej odległości 5,26 j.a. Odkryta 8 stycznia 1989 roku.